# Microcharops nigricoxa
Microcharops nigricoxa là một loài tò vò trong họ Ichneumonidae.